# Erich Wolfgang Korngold
Erich Wolfgang Korngold (Brno, 29 de maio de 1897 — Hollywood, 29 de novembro de 1957) foi um compositor austríaco naturalizado norte-americano.

## Carreira
Criança prodígio, tornou-se um dos compositores mais importantes e influentes da história de Hollywood.  Ele foi um notável pianista e compositor de música clássica, juntamente com música para filmes de Hollywood, e o primeiro compositor de estatura internacional a escrever partituras de Hollywood.
Aos 11 anos, seu balé Der Schneemann (O boneco de neve), tornou-se sensação em Viena, seguido por sua Segunda Sonata para Piano, que escreveu aos 13 anos, tocada em toda a Europa por Artur Schnabel. Suas óperas em um ato Violanta e Der Ring des Polykrates foram estreadas em Munique em 1916, conduzidas por Bruno Walter. Aos 23 anos, sua ópera Die tote Stadt (A Cidade Morta) estreou em Hamburgo e Colônia. Em 1921 ele conduziu a Ópera de Hamburgo.  Durante a década de 1920, ele re-orquestrou, re-arranjou e quase re-compôs várias operetas por Johann Strauss II. Em 1931 foi professor de música na Academia Estatal de Viena.
A pedido do diretor de cinema Max Reinhardt, e devido à ascensão do regime nazista, Korngold mudou-se para Hollywood em 1934 para escrever partituras para filmes. Seu primeiro foi A Midsummer Night's Dream (1935), de Reinhardt. Posteriormente, ele escreveu trilhas para filmes como Captain Blood (1935), que ajudou a impulsionar a carreira de seu estreante, Errol Flynn. Sua trilha sonora para Anthony Adverse(1936) ganhou um Oscar e foi seguida dois anos depois com outro Oscar por The Adventures of Robin Hood (1938).
Ao todo, ele escreveu a trilha sonora de 16 filmes de Hollywood, recebendo mais duas indicações. Junto com Max Steiner e Alfred Newman, ele é um dos fundadores da música cinematográfica. Embora suas composições românticas clássicas tardias não fossem mais tão populares quando ele morreu em 1957, sua música sofreu um ressurgimento de interesse na década de 1970, começando com o lançamento do álbum RCA Red Seal The Sea Hawk: The Classic Film Scores of Erich Wolfgang Korngold (1972). Este álbum, produzido por seu filho George Korngold, foi extremamente popular e despertou interesse em outras músicas de cinema dele e de outros compositores como Steiner e em sua música de concerto, que muitas vezes incorporou temas populares de suas partituras de filmes (um exemplo é o Concerto para violino em D, Op. 35, que incorporou seus temas de quatro partituras diferentes e faz parte do repertório padrão).

## Lista selecionada de obras
Ver artigo principal: Lista de composições de Erich Wolfgang Korngold
- Sonata para piano No. 1 em ré menor com passacaglia conclusiva (composta em 1908; executada pela primeira vez em 1908/09)
- Trio para piano em ré maior, Op. 1 (composto e executado pela primeira vez em 1910)
- Sonata para piano No. 2 em mi maior, Op. 2, em quatro movimentos (composta em 1910; executada pela primeira vez em 1911)
- Schauspiel-Ouvertüre (Abertura para uma peça), Op. 4 (Composta e executada pela primeira vez em 1911)
- Sinfonietta, Op. 5 (Composta em 1912, orquestrada e executada pela primeira vez em 1913)
- Sonata para violino em sol maior, Op. 6 (composta em 1912; executada pela primeira vez em 1916)
- Der Ring des Polykrates, Op. 7 (ópera) (1916)
- Violanta, Op. 8 (ópera) (1916)
- Einfache Lieder, Op. 9 (1911-16)
- Sexteto de Cordas em Ré maior, Op. 10 (1914–16; realizado pela primeira vez em 1917)
- Much Ado About Nothing, Op. 11 (Música incidental para a peça de Shakespeare, composta entre 1918 e 1919, executada pela primeira vez em 1920)
- Die tote Stadt, Op. 12 (ópera) (1920)
- Sursum Corda, Op. 13 (abertura sinfônica) (Composta em 1919, executada pela primeira vez em 1920)
- Quinteto para dois violinos, viola, violoncelo e piano em mi maior, Op. 15 (composto entre 1920-21; executado pela primeira vez em 1923)
- Quarteto de Cordas No. 1 em lá maior, Op. 16 (composto em 1923; executado pela primeira vez em 1924)
- Concerto para piano em dó♯ apenas para a mão esquerda, Op. 17, (Composto em 1923, executado pela primeira vez em 1924)
- Das Wunder der Heliane, Op. 20 (ópera) (1927)
- Suite para 2 violinos, violoncelo e piano mão esquerda, Op. 23, composta em 1930; realizada pela primeira vez em 1930
- Sonata para piano No. 3 em dó maior, Op. 25 (composta em 1931; executada pela primeira vez em 1932)
- Quarteto de Cordas No. 2 em mi♭ maior, Op. 26 (composto em 1933; executado pela primeira vez em 1934)
- Die Kathrin, Op. 28 (ópera) (1939)
- Amanhã, Op. 33, poema tonal para mezzo-soprano, coro feminino e orquestra, para o filme A Ninfa Constante. (Realizada pela primeira vez em concerto em 1944)
- Quarteto de Cordas No. 3 em ré maior, Op. 34 (composto em 1945; executado pela primeira vez em 1949)
- Concerto para violino, Op. 35 (Composto em 1945, executado pela primeira vez em 1947)
- Die stumme Serenade, Op. 36 (comédia musical) (1954)
- Concerto para violoncelo em dó maior, Op. 37 (Composto em 1950, expandido a partir de uma obra escrita para o filme de 1946 Deception)
- Serenata Sinfônica em Si♭ maior para orquestra de cordas, Op. 39 (Composta de 1947-48, executada pela primeira vez em 1950)
- Sinfonia em fá♯ maior, Op. 40 (Composta entre 1947–52, executada pela primeira vez em 1954)
- Tema e Variações, Op. 42 (composta e executada pela primeira vez em 1953)